# Réserve naturelle régionale du marais de Taligny
La réserve naturelle régionale du marais de Taligny (RNR271) est une réserve naturelle régionale située en région Centre-Val de Loire. Classée en 2014, elle occupait à l'origine une surface de 19,74 hectares. Une nouvelle délibération de la région en 2022 étant sa superficie à 35,39 hectares.

## Localisation

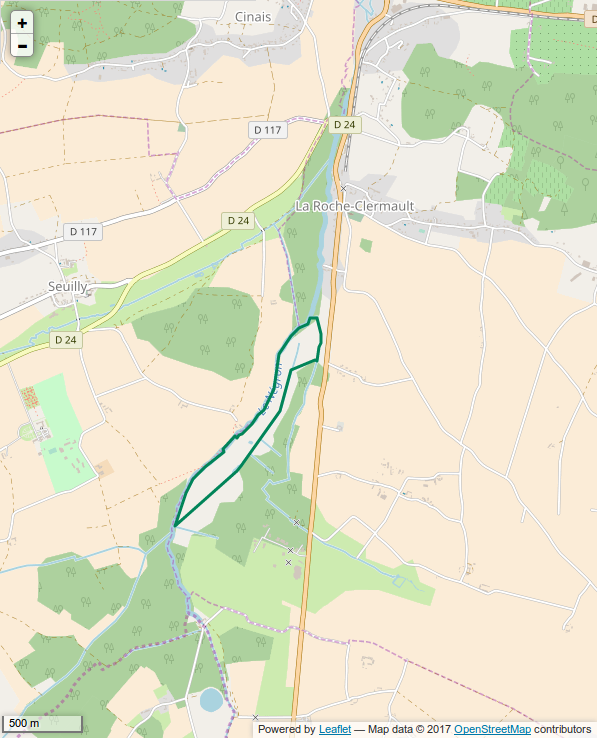
Périmètre de la réserve naturelle.

Le territoire de la réserve naturelle du marais de Taligny est situé sur les communes de La Roche-Clermault et de Seuilly, à l’extrémité aval du bassin versant du Négron, dernier affluent en rive gauche de la Vienne, dans le département d'Indre-et-Loire à environ 10 km au sud-ouest de Chinon.

## Histoire du site et de la réserve
Jusqu’au milieu du XXe siècle, à hauteur du lieu-dit « Taligny », le fond de la vallée du Négron — un affluent de la Vienne s’écoulant du sud vers le nord et par ailleurs aménagé (moulins) — était occupé par un marécage permanent, occasionnellement livré à la pâture. C’était alors l’un des plus grands marais de Touraine. Décrit et inventorié à l'époque par le botaniste E. Tourlet, le marais de Taligny présentait un intérêt faunistique et floristique important, lié en particulier à la présence de plantes typiques des bas-marais alcalins et des prairies tourbeuses, habitats devenus rares en région Centre-Val de Loire. 
Le marais est laissé à l'abandon jusqu'en 1975, quand la commune de La Roche-Clermault, principale propriétaire du site, décide d'entreprendre, avec l’Office National des Forêts, des travaux d’assainissement pour permettre la plantation de peupliers et la valorisation  économique de cet espace. 
Le drainage entraîne rapidement l'assèchement du marais. Il modifie également le cours du Négron : celui-ci est dévié en amont du marais et son lit historique en devient le fossé central drainant. Le Négron circule désormais sur sa lisière ouest, puis, via un pont-canal, gagne la bordure est du marais. Un affluent du Négron, le Quincampoix,  rejoint le fossé central en aval du site, puis conflue avec le Négron. 
La tempête de 1992 a détruit 80% de la peupleraie.
Malgré les aménagements qui ont altéré son fonctionnement en entraînant son assèchement périodique, et donc une perte en richesse écologique, le marais reste encore fortement inondable.
La présence sur site de nombreuses espèces rares et/ou protégées, ainsi que la persistance d'un reliquat de bas-marais alcalin au nord du site (rare en Région Centre-Val de Loire), ont conduit à son double classement en espace naturel sensible et en réserve naturelle régionale.
Les enjeux écologiques du marais de Taligny sont liés à la présence de milieux humides et ouverts permettant le développement d’une flore riche, et d’une faune rare. Les actions prévues dans les plans de gestion ont pour objectif de réhumidifier le marais et de rouvrir certains espaces.

## Écologie (biodiversité, intérêt écopaysager…)

### Flore
Le marais  de Taligny abrite des végétations aquatiques (algues) présentant un intérêt particulier. Ont ainsi été recensées de petites communautés pionnières de charophytes (Charetea fragilis). 
Les roselières sont représentées par des phalaridaies (Phalaridion arundinaceae, Rorippo-Phalaridetum arundinaceae), des peuplements de grands carex (Caricion gracilis), une roselière à grande glycérie (Glycerietum maximae), une roselière haute à roseau commun (Phragmitetum communis). Ces associations dominent  le marais de Taligny et y occupent de grandes surfaces, y jouant un rôle important d'épuration pour les eaux qui le traversent.
Les mégaphorbiaies eutrophes (Convolvulion sepium, Epilobium hirsutum, Filipendula ulmaria) marquent un état de dégradation des habitats originels résultant de la pollution du Négron par l'azote et le phosphore.
Les mégaphorbiaies mésotrophes  comportent deux taxons protégés en région Centre - Val de Loire : le pigamon jaune (Thalictrum flavum) et l’euphorbe velue (Euphorbia villosa).
Le bas-marais alcalin à hautes herbes, dominé par le marisque (Cladium mariscus), présente régionalement une réelle valeur patrimoniale.
Le bas-marais alcalin à petites herbes (Molinion caeruleae), décrit au début du XXe siècle et devenu extrêmement rare en région Centre, ne semble plus présent qu'à l'état vestigial.
Sont également présentes des associations aulnaies-frênaies (Alnion incanae) et des formations riveraines de saules (Salicetalia albae). Ces boisements alluviaux, qui assurent le maintien des berges et l'épuration des eaux, se développant sont aujourd’hui très dégradées, mais en voie de reconstitution.

### Faune

#### Amphibiens
Cinq espèces d’amphibiens ont été observées dans le marais de Taligny : crapaud commun, grenouille agile, grenouille verte, rainette verte, triton palmé et crapaud épineux.

#### Reptiles
Six espèces de reptiles ont été inventoriées ou jugées potentiellement présentes dans le marais : couleuvre verte et jaune, couleuvre à collier, couleuvre vipérine, lézard des murailles, lézard vert occidental et orvet fragile. Aucun serpent aquatique n’a été observé.

#### Insectes
77 espèces d’insectes ont été recensées sur l’ensemble du marais, dont 22 papillons de jour, 27 espèces de libellules et demoiselles (dont une espèce protégée : l’agrion de Mercure (Coenagrion mercuriale)) et 28 espèces d’orthoptères/dictyoptères.

#### Oiseaux
Des espèces patrimoniales et/ou protégées sont connues de la réserve : tarier des prés (Saxicola rubetra) ; martin-pêcheur d'Europe (Alcedo atthis) ; pie-grièche écorcheur (Lanius collurio)) ; gobemouche gris (Musicapa striata) ; héron pourpré (Ardea purpurea).

#### Mammifères terrestres
19 espèces de mammifères terrestres ont été recensées sur le site, dont quatre espèces considérées comme rares ou menacées en région Centre-Val de Loire : castor d'Europe (Castor fiber) ; hermine (Mustela erminea) ; campagnol amphibie (Arvicola sapidus) ; crossope aquatique (Neomys fodiens).

#### Chiroptères
Le site constitue un territoire de chasse pour les chiroptères présents alentour. 17 espèces ont été recensées, avec prédominance de pipistrelles. Les  trois espèces les plus contactées sont la pipistrelle commune, la barbastelle d'Europe et le murin à moustaches.

#### Poissons
Quatre espèces considérées comme rares ou menacées en région Centre-Val de Loireont été observées dans le Négron aux abords du marais de Taligny : brochet (Esox lucius) ; bouvière (Rhodeus amarus) ; anguille (Anguilla anguilla) ; chabot (Cottus perifretum).

## Administration, plan de gestion, règlement

### Outils et statut juridique
La réserve naturelle a été créée par une délibération du Conseil régional du 14 février 2014, à la suite des diagnostics et aménagements écologiques qui ont mis en évidence l’intérêt du site sur le plan de la biodiversité. Le 18 mars 2022, une nouvelle délibération étant sa surface à 35,39 hectares et modifie la réglementation.
Le marais de Taligny a également été désigné, au sein d'un périmètre plus large englobant 85 ha de fond de vallée, comme Espace Naturel Sensible (ENS) par le Conseil départemental d’Indre-et-Loire le 21 septembre 2012. 
Ce double classement entraîne la coexistence de deux plans de gestion menés conjointement.
Le marais de Taligny est également une zone naturelle d'intérêt écologique, faunistique et floristique codifiée ZNIEFF 240030193.

### Opération de renaturation
Une opération de renaturation est engagée afin d'augmenter la richesse écologique du site, en lui permettant de retrouver un fonctionnement naturel. Sont prévues des interventions hydrauliques sur les ouvrages, les cours d’eau et les fossés, pour restaurer l’alimentation du marais sans aggraver les inondations. Une autre série d'interventions sur le réseau des mares vise à la diversification des milieux aquatiques.